# الن کامینگ
الن کامینگ (انگلیسی: Alan Cumming؛ زاده ۲۷ ژانویهٔ ۱۹۶۵) یک بازیگر اسکاتلندی است. حضور او در صحنه لندن شامل هملت، دیوانه در مرگ تصادفی یک آنارشیست (که برای آن جایزه اولیویه دریافت کرد)، نقش اول در بنت، تئاتر ملی اسکاتلند The Bacchae و پایان بازی ساموئل بکت در The Old Vic در مقابل دانیل رادکلیف. در برادوی، او در اپرای سه پنی، به عنوان مجری مراسم در کاباره (که برای آن جایزه تونی دریافت کرد)، طراحی برای زندگی، و اقتباس یک‌نفره از مکبث ظاهر شد. نقش‌های سینمایی کامینگ شامل بازی او در اما، گلدن آی و X2، در نقش لوکی در پسر ماسک و سیمپسون‌ها و نقش فگان فلوپ در سه‌گانه بچه‌های جاسوس است. کامینگ همچنین Masterpiece Mystery را معرفی کرد! برای PBS و در سریال The Good Wife ظاهر شد، که برای آن نامزد سه جایزه Primetime Emmy، دو جایزه انجمن بازیگران نمایشگر، دو جایزه گلدن گلوب و یک جایزه ماهواره شد. فیلمبرداری نمایش کاباره او در لاس وگاس، Alan Cumming Sappy Sappy Songs، در نوامبر ۲۰۱۶ در ایستگاه PBS پخش شد. در سال ۲۰۱۸، کامینگ در سریال تلویزیونی CBS Instinct (به سبک INSTIИCT) با بوینا نواکوویچ بازی کرد. این برنامه در سال ۲۰۱۹ لغو شد. در سال ۲۰۲۱، او در سریال اپل تیوی پلاس Schmigadoon ظاهر شد! کامینگ رمانی به نام داستان تامی (۲۰۰۲)، زندگی‌نامه ای، نه پسر پدرم: خاطرات (۲۰۱۴) و یک خاطرات موضوعی به نام چمدان: داستان‌هایی از یک زندگی کاملاً بسته (۲۰۱۹) نوشته‌است. یک برنامه گفتگوی کابلی به نام استراق سمع با آلن کامینگ و تولید خطی از محصولات عطری با عنوان «کامینگ». او همچنین نظرات خود را در بسیاری از نشریات ارائه کرده و نمایش‌های کاباره، من امروز یک ماشین آبی خریدم و آلن کامینگ آهنگ‌های ساپی می‌خواند را اجرا کرده‌است.

## زندگی شخصی
در مارس ۲۰۰۵، کامینگ جایزه ویتو روسو را در شانزدهمین جوایز سالانه رسانه‌ای گلاد به دلیل مشارکت برجسته در از بین بردن هوموفوبیا دریافت کرد.
در مارس ۲۰۰۵، کامینگ جایزه ویتو روسو را در شانزدهمین جوایز سالانه رسانه‌ای گلاد به دلیل مشارکت برجسته در از بین بردن هوموفوبیا دریافت کرد. در ژوئیه همان سال، جایزه بشردوستانه HRC در سانفرانسیسکو به او اهدا شد، همچنین برای موضع عمومی ال جی بی تی خود. در نوامبر ۲۰۰۶، کامینگ مدرک افتخاری دکترای هنر را از دانشگاه آبرتای دانستی دریافت کرد. او همچنین حامی تئاتر جوانان اسکاتلند، تئاتر ملی اسکاتلند «برای و توسط» جوانان است. کامینگ به عنوان یک OBE منصوب شددر فهرست افتخارات تولد ملکه در سال ۲۰۰۹ برای خدمات به فیلم، تئاتر و هنر، و فعالیت برای حقوق دگرباشان جنسی.  کامینگ همچنین به دلیل فعالیت‌ها و فعالیت‌های بشردوستانه‌اش توسط سازمان‌هایی مانند پروژه ترور و بنیاد متیو شپرد مورد تقدیر قرار گرفته‌است.
او با همسرش، تصویرگر گرانت شفر، در منهتن زندگی می‌کند. این زوج به مدت دو سال قبل از تبدیل شدن به شرکای مدنی در کالج نیروی دریایی سلطنتی قدیمی در گرینویچ، لندن، در ۷ ژانویه ۲۰۰۷ قرار گرفتند. اتحادیه لندن
روابط قبلی شامل ازدواج هشت ساله با بازیگر هیلاری لیون، یک رابطه دو ساله با بازیگر زن زعفران باروز و یک رابطه شش ساله با کارگردان تئاتر نیک فیلیپو بود. در سال ۲۰۰۶، کامینگ اظهار داشت که «خیلی دوست دارد فرزندی را به فرزندی قبول کند»، اما زندگی او «بیش از حد شلوغ» برای تربیت کودکان است.
در ۷ نوامبر ۲۰۰۸، کامینگ یک تابعیت دوگانه شد و در مراسمی در شهر نیویورک به عنوان شهروند ایالات متحده سوگند یاد کرد. در ژوئیه همان سال، جایزه بشردوستانه HRC در سانفرانسیسکو به او اهدا شد، همچنین برای موضع عمومی ال جی بی تی خود. در نوامبر ۲۰۰۷، کامینگ مدرک افتخاری دکترای هنر را از دانشگاه آبرتای دانستی دریافت کرد. او همچنین حامی تئاتر جوانان اسکاتلند، تئاتر ملی اسکاتلند «برای و توسط» جوانان است. کامینگ به عنوان یک OBE منصوب شددر فهرست افتخارات تولد ملکه در سال ۲۰۰۹ برای خدمات به فیلم، تئاتر و هنر، و فعالیت برای حقوق دگرباشان جنسی. امینگ همچنین به دلیل فعالیت‌ها و فعالیت‌های بشردوستانه‌اش توسط سازمان‌هایی مانند پروژه ترور و بنیاد متیو شپرد مورد تقدیر قرار گرفته‌است.
کامینگ دوجنسگرا است. او با همسرش، تصویرگر گرانت شفر، در منهتن زندگی می‌کند. این زوج به مدت دو سال قبل از تبدیل شدن به شرکای مدنی در کالج نیروی دریایی سلطنتی قدیمی در گرینویچ، لندن، در ۷ ژانویه ۲۰۰۷ قرار گرفتند. اتحادیه لندن
روابط قبلی شامل ازدواج هشت ساله با بازیگر هیلاری لیون، یک رابطه دو ساله با بازیگر زن زعفران باروز و یک رابطه شش ساله با کارگردان تئاتر نیک فیلیپو بود. در سال ۲۰۰۶، کامینگ اظهار داشت که «خیلی دوست دارد فرزندی را به فرزندی قبول کند»، اما زندگی او «بیش از حد شلوغ» برای تربیت کودکان است.
در ۷ نوامبر ۲۰۰۸، کامینگ یک تابعیت دوگانه شد و در مراسمی در شهر نیویورک به عنوان شهروند ایالات متحده سوگند یاد کرد.

## گزیدهٔ نقش‌آفرینی‌ها
- گولدن‌آی (۱۹۹۵)
- اما (۱۹۹۶)
- تجدید دیدار دبیرستانی رومی و میشل (۱۹۹۷)
- چشمان کاملاً بسته (۱۹۹۹)
- پلانکت و مک‌لین (۱۹۹۹)
- بازنده (۲۰۰۰)
- بررسی رابطه جنسی (۲۰۰۱)
- بچه‌های جاسوس (۲۰۰۱)
- جوسی و پوسی‌کت (۲۰۰۱)
- مهمانی سالگرد ازدواج (۲۰۰۱)
- ایکس ۲: مردان متحد (۲۰۰۳)
- ریپلی زیر زمین (۲۰۰۵)
- خیریه انسان رنجور (۲۰۰۷)
- بوگی ووگی (۲۰۰۹)
- جک‌بوتس در وایتهال (۲۰۱۰)